# Aeroporto Internacional de Posadas Libertador General José de San Martín
O Aeroporto Libertador General José de San Martín(em castelhano:  Aeropuerto de Posadas "Libertador General San Martín) (IATA: PSS, ICAO: SARP) é o aeroporto que serve a cidade de Posadas, província de Misiones, Argentina. Possui um terminal de passageiros de 6,500 m² , 67,740 m² de pistas e um estacionamento para 100 carros. O aeroporto está localizado a 7,5 km do centro.

## Terminal A
| Companhias            | Destinos                            |
| --------------------- | ----------------------------------- |
| Aerolíneas Argentinas | Buenos Aires-Aeroparque, Corrientes |